# Like a Virgin (píseň)
„Like a Virgin“ je první singl ze stejnojmenného alba americké popové zpěvačky Madonny. Je zároveň jejím prvním singlem, který se dostal na vrcholky žebříčků (na přelomu let 1984 a 1985).
Píseň produkoval bývalý člen kapely Chic, Nile Rodgers. Americká RIAA tuto píseň certifikovala zlatou deskou. Rolling Stone s MTV zahrnul „Like a Virgin“ do svých žebříčků 100 Greatest Pop Songs (100 nejlepších/největších popových písní). 

## Hudební žebříčky
| Žebříček (1984/1985)                         | Příčka |
| -------------------------------------------- | ------ |
| Japanese Oricon Weekly Singles Chart         | 19     |
| Japanese Oricon International Singles Chart  | 1      |
| UK Singles Chart                             | 3      |
| U.S. Billboard Hot 100                       | 1      |
| U.S. Billboard Hot Adult Contemporary Tracks | 29     |
| U.S. Billboard Hot Black Singles             | 9      |
| U.S. Billboard Hot Dance Club Play           | 1      |